# AGMK Stadion
Das AGMK Stadion (usbekisch OKMK Stadioni, russisch Миллий (АГМК стадион)) ist ein Fußballstadion mit Leichtathletikanlage in der usbekischen Stadt Olmaliq. Es ist die Heimspielstätte des Fußballvereins FK Olmaliq, auch als AGMK bekannt, aus der nationalen Uzbekistan Super League. Die Anlage hat ein Fassungsvermögen von 12.105 Personen.